# Троїцька сільська рада (Асекеєвський район)
Тро́їцька сільська рада (рос. Троицкий сельский совет) — сільське поселення у складі Асекеєвського району Оренбурзької області Росії.
Адміністративний центр — село Троїцьке.

## Населення
Населення — 565 осіб (2019; 690 в 2010, 809 у 2002).

## Склад
До складу сільської ради входять:
| Населений пункт         | Населення, осіб (2002) | Населення, осіб (2010) |
| ----------------------- | ---------------------- | ---------------------- |
| Александровка, присілок | 57                     | 36                     |
| Виселки, присілок       | 113                    | 90                     |
| Донський, селище        | 46                     | 35                     |
| Міяцьке, село           | 83                     | 60                     |
| Троїцьке, село          | 510                    | 469                    |